# Кан-3
Кан-3 (фр. Caen-3) — кантон во Франции, находится в регионе Нормандия, департамент Кальвадос. Входит в состав округа Кан.

## История
До 2015 года в состав кантона входили центральные и восточные кварталы города Кан. В результате реформы 2015 года  состав кантона был изменен − в него была добавлена коммуна Эпрон.

## Состав кантона с 22 марта 2015 года
В состав кантона входят коммуны (население по данным Национального института статистики за 2018 г.):
- Кан (24 453 чел., центральные и восточные кварталы)
- Эпрон (1 633 чел.)

## Политика
На президентских выборах 2022 г. жители кантона отдали в 1-м туре Эмманюэлю Макрону 32,9 % голосов против 28,4 % у Жана-Люка Меланшона и 11,7 % у Марин Ле Пен; во 2-м туре в кантоне победил Макрон, получивший 76,8 % голосов. (2017 год. 1 тур: Эмманюэль Макрон – 30,5 %, Жан-Люк Меланшон – 22,4 %, Франсуа Фийон – 20,8 %, Марин Ле Пен – 10,1 %; 2 тур: Макрон – 82,6 %. 2012 год. 1 тур: Франсуа Олланд — 35,2 %, Николя Саркози — 25,3 %, Марин Ле Пен — 9,1 %; 2 тур: Олланд — 60,3 %).
С 2015 года кантон в Совете департамента Кальвадос представляют юрист Салия Ашуши (Salyha Achouchi) и предприниматель в области «зелёной» экономики Антуан Казини (Antoine Casini) (оба - Социалистическая партия).
|                | Кандидаты                 | Партия                  | Первый тур | Первый тур     | Второй тур | Второй тур |
| Кол-во голосов | Кандидаты                 | Партия                  | % голосов  | Кол-во голосов | % голосов  |            |
| -------------- | ------------------------- | ----------------------- | ---------- | -------------- | ---------- | ---------- |
|                | Салия Ашуши Антуан Казини | Социалистическая партия | 2 198      | 57,66          | 2 341      | 58,44      |
|                | Паскаль Пимон Анн Раффен  | Правоцентристский блок  | 1 614      | 42,34          | 1 665      | 41,56      |

|                | Кандидаты                    | Партия                  | Первый тур | Первый тур     | Второй тур | Второй тур |
| Кол-во голосов | Кандидаты                    | Партия                  | % голосов  | Кол-во голосов | % голосов  |            |
| -------------- | ---------------------------- | ----------------------- | ---------- | -------------- | ---------- | ---------- |
|                | Салия Ашуши Антуан Казини    | Социалистическая партия | 2 289      | 36,20          | 3 200      | 53,41      |
|                | Патрис Мишар Амандин Франсуа | Правый блок             | 2 119      | 33,51          | 2 791      | 46,59      |
|                | Сабрина Жоре Франк Лежён     | Национальный фронт      | 832        | 13,16          |            |            |
|                | Эмили Дюмен Жан-Люк Шарло    | Европа Экология Зелёные | 557        | 8,81           |            |            |
|                | Даниэль Фуке Мари-Клод Эрбу  | Левый фронт             | 349        | 5,52           |            |            |
|                | Реми Эло Жоэль д'Эрувиль     | Крайне левые            | 89         | 1,41           |            |            |
|                | Теренс Домер Гваэнаэль Колен | Прочие                  | 88         | 1,39           |            |            |